# Nidalia deichmannae
Nidalia deichmannae är en korallart som beskrevs av Huzio Utinomi 1954. Nidalia deichmannae ingår i släktet Nidalia och familjen Nidaliidae. Inga underarter finns listade i Catalogue of Life.